# Dendrothele amygdalispora
Dendrothele amygdalispora är en svampart som beskrevs av Hjortstam 1987. Enligt Catalogue of Life ingår Dendrothele amygdalispora i släktet Dendrothele,  och familjen Corticiaceae, men enligt Dyntaxa är tillhörigheten istället släktet Dendrothele,  och familjen Lachnellaceae. Arten är reproducerande i Sverige. Inga underarter finns listade i Catalogue of Life.